# Carlos Valdes
Carlos Valdes (Cali, 20 aprile 1989) è un attore, musicista e compositore statunitense di origini colombiane.
È conosciuto per il suo ruolo nella serie televisiva The Flash, in cui interpreta il personaggio Cisco Ramon.

## Biografia
Si trasferì a Miami all'età di 5 anni dalla Colombia, e successivamente all'età di 12 anni a Marietta. 
Ha studiato alla University of Michigan con gli attori del gruppo teatrale StarKid Productions.
Nel 2011, dopo il diploma, Valdes fu completamente dedito al teatro.
Tra il 2009 e il 2011, ha partecipato a diverse produzioni teatrali, come High School Musical (Musical) e The Wedding Singer (Musical) prima che facesse parte del tour nazionale di Jersey Boys (Musical).
Dal Marzo 2013 al Marzo 2014, ha interpretato il ruolo di Andrej nel musical Once (Musical), dove ha anche suonato il piano, la chitarra, l'ukulele, il basso e strumenti a percussione.
Nel 2013, il musical è stato candidato ai Tony Award. Nel 2014, Valdes ha fatto il suo debutto d'attore nella serie televisiva Americana Arrow, 
prima di apparire nel suo spin-off, The Flash, come membro regolare del cast nel ruolo di Francisco "Cisco" Ramon, un ingegnere molto intelligente. 
Cisco fa parte dello S.T.A.R Labs team, insieme al Dr.Harrison Wells (Tom Cavanagh) e Caitlin Snow (Danielle Panabaker), che aiutano Barry (Grant Gustin) con i suoi superpoteri.
Nel Giugno 2015, è stato rivelato che Valdes presterà la voce al suo personaggio Cisco Ramon nella Web Series animata Vixen (Web Series).

## Filmografia

### Attore

#### Televisione
- Arrow – serie TV, 6 episodi (2014-2018)
- The Flash – serie TV, 121 episodi (2014-2021)
- Legends of Tomorrow – serie TV, 3 episodi (2016-2017)
- The Flash: Chronicles of Cisco - webserie, 4 episodi (2016)
- Supergirl – serie TV, 3 episodi (2016-2018)
- Gaslit - miniserie TV, 6 episodi (2022)

### Doppiatore
- Vixen – webserie, 6 episodi (2015-in corso)

## Teatro
- The Wedding Singer (2009-2011)
- High School Musical (2009-2011)
- Once (2013-2014)

## Doppiatori italiani
Nelle versioni in italiano dei suoi film, Carlos Valdes è stato doppiato da:
- Alessio Puccio in Arrow, The Flash, Vixen, Legends of Tomorrow, Supergirl, Gaslit